# Hans G. Danielmeyer
Hans Günter Danielmeyer (* 5. März 1936 in Nürnberg) ist ein deutscher Physiker, der sich insbesondere mit Angewandter Physik (Laser- und Festkörperphysik) beschäftigt. Ab 1975 war er ordentlicher Professor für Experimentelle Festkörperphysik an der Universität Hamburg. 
Hans G. Danielmeyer, Sohn von Lieselotte Danielmeyer, geborene Fricke, und des Prokuristen Hans Erich Danielmeyer, studierte Physik an der Universität Stuttgart, schloss dort das Studium 1962 als Diplom-Physiker ab und wurde 1965 an der Universität Stuttgart zum Dr. rer. nat. promoviert. Danach war er von 1966 bis 1971 als Post-Doc bei den Bell Laboratories in Holmdel (New Jersey) in den Vereinigten Staaten von Amerika, wo er an der Entwicklung des Neodym-YAG-Lasers arbeitete. Von 1972 bis 1974 war er am Max-Planck-Institut für Festkörperforschung in Stuttgart. 1974 war er am Lincoln Laboratory des MIT und der Universität von Campinas in Brasilien. Im Jahr 1974 habilitierte er sich in Stuttgart. 1975 wurde er Professor für Experimentelle Festkörperphysik am Institut für Angewandte Physik der Universität Hamburg, wo er die Gruppe Festkörperlaser aufbaute, die er bis 1987 leitete. Von ihrer Gründung 1978 bis 1986 war er Präsident der TU Hamburg-Harburg. Zudem leitete er von 1980 bis 1986 den Hamburger Technologiepark HIT. Von 1987 bis 1996 war er Mitglied des Vorstands für Forschung und Entwicklung der Siemens AG in München als Nachfolger von Karl Heinz Beckurts. Seit 2004 ist er Gastprofessor an der Universität Lübeck. Er ist Mitglied des Kuratoriums am Fraunhofer-Institut für System- und Innovationsforschung.
Neben der Entwicklung von Festkörperlasern und Miniaturlasern beschäftigte er sich auch mit Wirtschaftswissenschaften (Nationalökonomie und Betriebswirtschaft), nachdem er schon 1971 an der Rutgers University in den Vereinigten Staaten einen MBA erworben hatte. 1998 war er Gastprofessor für Makroökonomie an der Universität Kiel.
Von 1994 bis 1996 war er Präsident der Deutschen Physikalischen Gesellschaft. Er war unter anderem Berater für die chinesische, deutsche, japanische und Schweizer Regierung, für die EU-Kommission, am Lebedew-Institut in Moskau sowie Vizepräsident des Japanisch-Deutschen Zentrums Berlin.
Hans G. Danielmeyer ist Ehrensenator der Universität Mannheim (1990) und Ehrendoktor der Universität Straßburg (1993). Von 1987 bis 1996 war er Honorarprofessor an der Universität München und von 1990 bis 1996 an der Universität Shandong in China. Er ist Mitglied der European Academy of Sciences.
Aus der seiner Ehe mit Antonia Danielmeyer gingen die Kinder Birgit und Inka hervor.

## Schriften
- Progress in Nd:YAG lasers. In: K. Levine, A. J. DeMaria (Hrsg.): Lasers. Marcel Dekker, New York 1976.
- als Hrsg. mit Yasutsugu Takeda: The Company of the Future: markets, tools and technology. Springer, 1997.